# Афрички дивљи магарац
Афрички дивљи магарац (лат. Equus africanus) је врста магарца, која насељава прелазне области између Палеарктичке и Афротропске екозоне. Од три подврсте, једна је изумрла, а једна доместификована (дајући домаћег магарца).

## Распрострањење
Ареал врсте покрива средњи број држава. Врста је присутна у Египту, Судану, Етиопији, Сомалији, Џибутију и Еритреји.

## Станиште
Станишта врсте су травна вегетација и пустиње. 
Врста је по висини распрострањена од нивоа мора до 2.000 метара надморске висине.

## Угроженост
Дивље популације афричког дивљег магарца су крајње угрожене и врста је у великој опасности од изумирања.